# Lipographis fenestrella
Lipographis fenestrella är en fjärilsart som beskrevs av Alpheus Spring Packard 1874. Lipographis fenestrella ingår i släktet Lipographis och familjen mott. Inga underarter finns listade i Catalogue of Life.